# Raquel Revuelta
Raquel Revuelta född 14 november 1925 i Havanna, Kuba, död 24 januari 2004 i Havanna, kubansk skådespelare.

## Filmografi (i urval)
- 1955 - La Rosa blanca
- 1963 - Cuba baila
- 1966 - El Huésped
- 1968 - Lucía